# (91553) Claudedoom
(91553) Claudedoom est un astéroïde de la ceinture principale.

## Description
(91553) Claudedoom est un astéroïde de la ceinture principale. Il fut découvert le 8 septembre 1999 à Uccle par Thierry Pauwels. Il présente une orbite caractérisée par un demi-grand axe de 2,85 UA, une excentricité de 0,10 et une inclinaison de 1,4° par rapport à l'écliptique.

## Compléments